# Euphrasia flavicans
Euphrasia flavicans är en snyltrotsväxtart som beskrevs av Rodolfo Amando Philippi. Euphrasia flavicans ingår i släktet ögontröster, och familjen snyltrotsväxter. Inga underarter finns listade i Catalogue of Life.